# María Eugenia Larraín
María Eugenia Larraín Calderón (16 de octubre de 1973), conocida popularmente como «Kenita» Larraín, es una modelo, ingeniera comercial y numeróloga chilena.
Ha trabajado en diversos programas de televisión y fue coronada Reina del Festival de Viña del Mar en 2003.

## Familia y estudios
Hija de Mario Larraín Corssen y Patricia Calderón Terán, María Eugenia es bisnieta de Ricardo Larraín Bravo, el arquitecto que construyó la Basílica del Santísimo Sacramento, y por lo tanto desciende del primer marqués de Larraín, por lo que se le puede considerar parte de la aristocracia chilena. Larraín tiene un hermano gemelo de nombre Mario, con quien participó del reality show chileno Pelotón III.
Cursó enseñanza básica y media en el Liceo Manuel de Salas y años después estudió ingeniería comercial, egresando a finales de 2003 de la Universidad UNIACC.

## Carrera mediática

### En Chile

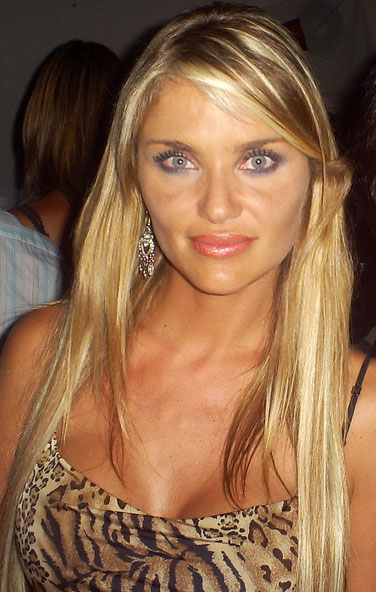
Larraín en 2007.

Desde niña comenzó a trabajar en televisión, preferentemente en avisos publicitarios. Comenzó una carrera profesional como modelo, siendo elegida la «Top Model» de 2002. para después entrar fuertemente a la televisión. En el verano del 2005 presentó su renuncia en el canal católico. Durante los años 2004 y 2005 participó como modelo para el canal de televisión Canal 13.
Más tarde, Televisión Nacional de Chile le ofreció la oportunidad de participar en El baile en TVN, pasando a ser una de las competidoras femeninas de una nueva temporada de aquel programa de baile; poco después fue anunciado su contrato definitivo en TVN, canal donde estaría por un año.
A comienzos de 2007 se unió al elenco del programa de televisión SQP, donde participó en algunas secciones menores, participando en un pequeño musical de Moulin Rouge junto a las otras panelistas del show televisivo.
En 2009 fue la finalista del reality chileno Pelotón III, programa donde participó bajo condiciones que incluían entrar junto a su hermano gemelo Mario y su mascota Tara, un perro.
En 2010 participó en Fiebre de baile 3 para Chilevisión, donde fue la 7.° eliminada, y formó parte del equipo de La barra del Mundial para TVN, relacionado con la Copa Mundial de Fútbol de 2010 de Sudáfrica. Participó nuevamente en el reality Pelotón en su quinta temporada, donde fue la quinta eliminada.
En noviembre de 2011 lanzó su primer sencillo como cantante, una versión del tema de la española Soraya Arnelas «Mi mundo sin ti», el que contiene elementos dance y pop. Como parte de la promoción del sencillo, se presentó en el programa Fruto prohibido de TVN, Secreto a voces de Mega, Alfombra roja de Canal 13  y realizó diversos eventos como parte de ayuda a la Teletón 2011. 
Desde 2014 se dedica a la numerología y adoptó el nombre de «Kenita Bo».
El 2023 publicó su primera canción “Tu magia en mi”. El sencillo busca expresar agradecimientos a gente que ha pasado por su vida, haciendo énfasis en exparejas amorosas. Habló por primera vez de esta canción en el programa “El purgatorio” del canal 13, capítulo en el cual perdió ante Pamela Díaz.

### En otros países

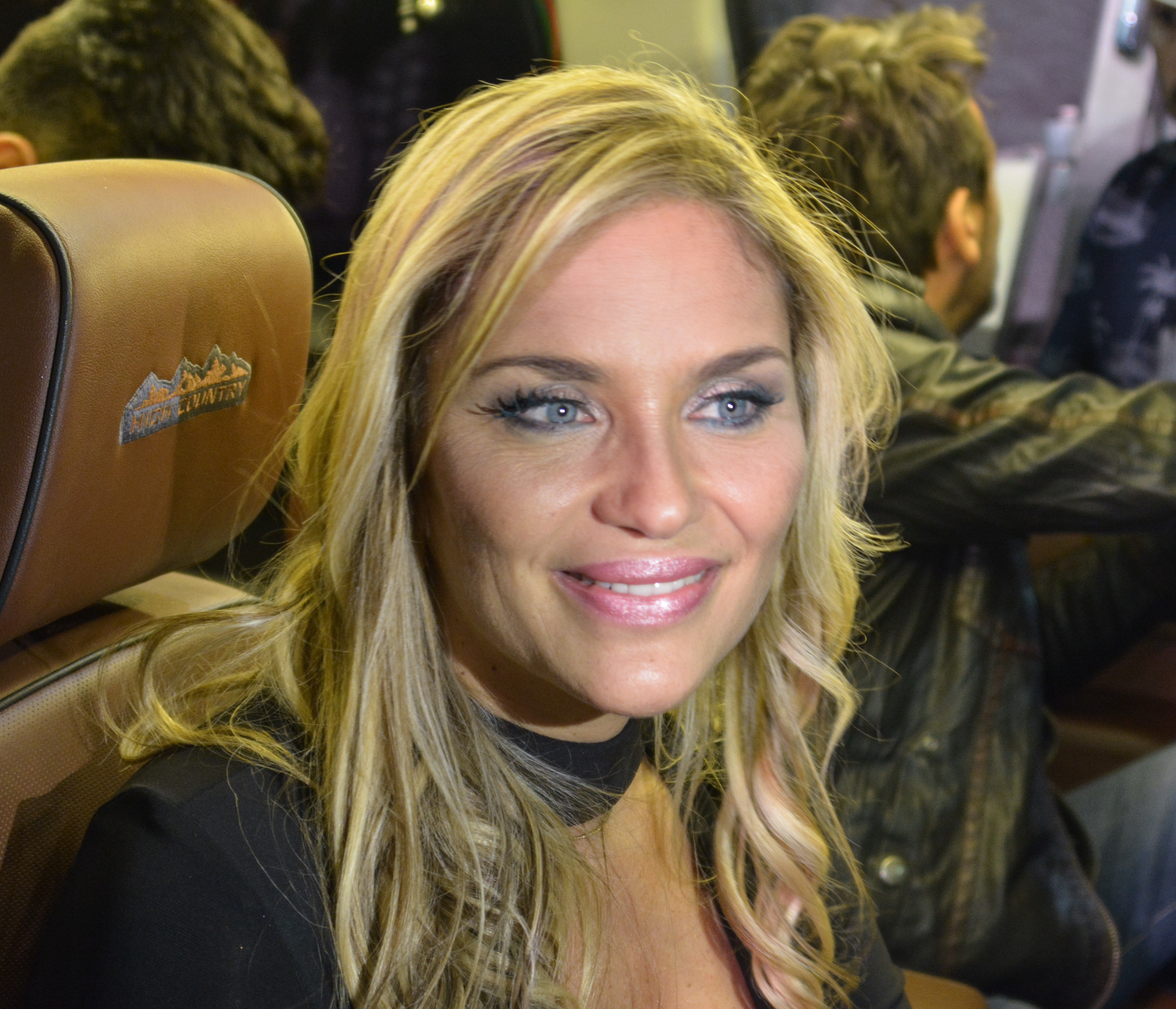
Larraín en 2017.

A mediados de 2007 viajó a Perú, donde se hizo conocida en la farándula, al actuar en algunos capítulos de la telenovela de ese país Un amor indomable. Después participó en Fuego cruzado, en el segmento «Vidas extremas». También participó en el programa cómico Astros de la risa.
El 2008 viajó a Argentina, para participar en el programa Bailando por un sueño, donde debutó bailando en el mes de abril. En junio de ese año, Freddy Villarreal —más conocido como «Figuretti»— le ofreció participar en el programa humorístico La risa es bella, producido por él mismo.
En abril de 2011 participó en un video musical de «Moya e», canción del cantante Evailo en colaboración con Vasil Naidenov, que fue filmado en Génova, Italia.
En 2012 regresó a Perú para participar del reality La casa de Magaly.

## Vida personal
Durante 2003 mantuvo una mediática relación sentimental con el exfutbolista Iván Zamorano. La pareja decidió contraer matrimonio el 14 de febrero de 2004, con una ceremonia religiosa en la Iglesia de los Sacramentinos y una fiesta en el Palacio Cousiño; sin embargo, dos días antes de esa fecha, anunciaron la cancelación de la boda.
Posteriormente tuvo una relación estuvo con el extenista chileno Marcelo Ríos, con quien estuvo casada entre 2005 y 2008.
Está casada desde el año 2015 con el empresario Sergio Fabián Ader, con el cual tiene una hija.

## Trayectoria
- Tarde millonaria
- Sal y Pimienta
- Futgol
- Sin Barrera
- Sábado Gigante
- Para eso estamos
- Zoom Deportivo
- Morandé con Compañía
- Noche de Juegos
- La movida del festival
- Vértigo
- Viva la mañana
- Estrella Barbie
- SQP (Chilevisión)
- Pollo en Conserva
- Noches de verano
- Un amor indomable
- El baile en TVN
- Astros de la risa
- Bailando por un sueño 2008
- Pelotón III
- Fiebre de baile 3
- La barra del Mundial
- Pelotón (quinta temporada)
- En Portada
- Primer plano
- Tu cara me suena (Chile)
- Magaly TeVe (Andina de Televisión
- Salta si puedes
- Trepadores
- El discípulo del chef
- ¿Quién es la máscara? (Chile)

### Realities shows
| Año  | Título                                 | Rol          | Resultado            |
| ---- | -------------------------------------- | ------------ | -------------------- |
| 2007 | El baile en TVN 3                      | Participante | 6.ª eliminada        |
| 2008 | Bailando por un sueño 2008             | Participante | 11.ª eliminada       |
| 2009 | Pelotón III                            | Participante | 16.ª eliminada       |
| 2009 | Pelotón III                            | Participante | Subcampeóna          |
| 2010 | Fiebre de baile 3                      | Participante | 7.ª eliminada        |
| 2010 | Pelotón V                              | Participante | 5.ª eliminada        |
| 2012 | La casa de Magaly                      | Participante | Desconocido          |
| 2012 | Tu cara me suena                       | Participante | 3.ª eliminada        |
| 2013 | Salta si puedes                        | Participante | 30.ª eliminada       |
| 2013 | Trepadores                             | Participante | 10.ª / 9.ª eliminada |
| 2021 | El discípulo del chef: Segunda edición | Participante | Finalista eliminada  |
| 2021 | ¿Quién es la máscara? (Chile)          | Participante | 2.ª eliminada        |